# Президентские выборы в Болгарии (2001)
Президентские выборы в Болгарии 2001 года проходили в два тура 11 и 18 ноября. На выборах победу одержал кандидат Социалистической партии Георгий Пырванов, за которого проголосовало 54 % избирателей при явке во втором туре 55,1 %.

## Результаты
Результаты президентских выборов в Болгарии 2001 года:
| Кандидат                                                                                             | Партия                             | 1 тур     | 1 тур | 2 тур     | 2 тур |
| Кандидат                                                                                             | Партия                             | Голоса    | %     | Голоса    | %     |
| --- | ---------------------------------- | --------- | ----- | --------- | ----- |
| Георгий Пырванов                                                                                     | Социалистическая партия            | 1 032 665 | 36,4  | 2 043 443 | 54,1  |
| Пётр Стоянов                                                                                         | Союз демократических сил           | 991 680   | 34,9  | 1 731 676 | 45,9  |
| Богомил Бонев                                                                                        | Независимый                        | 546 801   | 19,3  |           |       |
| Ренета Инджова                                                                                       | Движение за права и свободы        | 139 680   | 4,9   |           |       |
| Георгий Ганчев                                                                                       | Болгарский бизнес-блок             | 95 481    | 3,4   |           |       |
| Петар Берон                                                                                          | Союз за Болгарию                   | 31 394    | 1,1   |           |       |
| Недействительных/пустых бюллетеней                                                                   | Недействительных/пустых бюллетеней | 12 590    | -     | 8914      | -     |
| Всего                                                                                                | Всего                              | 2 850 291 | 100   | 3 784 033 | 100   |
| Источник: President of Bulgaria Архивная копия от 10 ноября 2011 на Wayback Machine, Nohlen & Stöver |                                    |           |       |           |       |